# Gran Premio d'Ungheria 2013
Il Gran Premio d'Ungheria 2013 è stata la decima prova della stagione 2013 del campionato mondiale di Formula 1. Si è disputato domenica 28 luglio 2013 sul circuito dell'Hungaroring. La gara è stata vinta dal britannico Lewis Hamilton su Mercedes, al suo ventiduesimo successo nel mondiale. Hamilton ha preceduto sul traguardo il finlandese Kimi Räikkönen su Lotus-Renault e il tedesco Sebastian Vettel su Red Bull-Renault.

## Vigilia

### Sviluppi futuri
Viene raggiunto l'accordo tra Ferrari e Marussia per la fornitura a quest'ultima dei motori turbo creati a Maranello per la stagione 2014.
Il 23 luglio, tramite una dichiarazione congiunta, Bernie Ecclestone e Dietrich Mateschitz, titolare della Red Bull Racing, annunciano il ritorno, dal 2014, del Gran Premio d'Austria nel calendario iridato. La data è per ora fissata al 6 luglio. Il tracciato che ospiterà l'evento sarà il Red Bull Ring, nome attuale del circuito sito a Spielberg bei Knittelfeld, già sede della gara con i nomi di Österreichring e A1-Ring, anche se diversamente rimaneggiato. La gara, valida 26 volte per il campionato Mondiale, manca in calendario dal 2003.
Nel corso del weekend viene annunciato il prolungamento del contratto del Gran Premio fino al 2021.

### Test di Silverstone
Sul Circuito di Silverstone si tengono dei test, tra il 17 e il 19 luglio. Inizialmente riservato a piloti che non abbiano effettuato più di due Gran Premi in stagione, successivamente è aperto anche ai piloti titolari. Al fine però di garantire che questi test abbiano come principale obiettivo quello di migliorare la sicurezza degli pneumatici la FIA ha stabilito che sarà utilizzato un solo tipo di gomme, con costruzione 2012, ma con mescole di tipo hard, medium e soft 2013. Inoltre, nel caso di utilizzo dei piloti titolari la monoposto non potrà vedere modificati gli assetti durante i test. Ciò ha portato alla reazione di alcuni piloti, tra cui Fernando Alonso, che hanno deciso di non partecipare alla sessione stessa.

### Aspetti tecnici
Dopo che nel GP di Germania la Pirelli, fornitrice unica degli pneumatici, aveva deciso di reintrodurre le gomme posteriori con l'anima in kevlar (che ha sostituito l'acciaio, utilizzato da inizio stagione) da questa gara la casa italiana introduce dei nuovi pneumatici che hanno una costruzione analoga a quella delle gomme del 2012 ma usano mescole già utilizzate in questa stagione. Inizialmente, per questo Gran Premio, la Pirelli aveva deciso di fornire pneumatici di mescola dura e media ma, successivamente, ha deciso di fornire gomme a mescola media e mescola soft.
A seguito dell'incidente occorso nel Gran Premio di Germania a un cameraman, colpito da una gomma nella pit lane, la FIA introduce nuove norme di sicurezza. Tutti gli addetti al pit stop dovranno indossare un casco; la velocità nella pit lane è limitata a 80 km/h (60 a Monaco, Singapore e Melbourne). D'ora in avanti inoltre i cameraman dovranno seguire le stesse misure di sicurezza previste per i fotografi e non avranno più libero accesso alla pit lane. Analoghe regole sono stabilite per i giornalisti: solo 25 persone, tra giornalisti e fotografi, avranno accesso alla pit lane durante le prove libere, mentre la loro presenza sarà interdetta nelle altre fasi del weekend di gara. Per le televisioni sarà ammesso un solo giornalista e un solo operatore per ognuna delle reti televisive.
Pat Symonds abbandona la Marussia e diventa responsabile tecnico della Williams, dove sostituisce Mike Coughlan.
La FIA decide di raddoppiare le zone in cui può essere utilizzato il DRS: oltre al rettilineo di partenza da questa stagione l'uso è concesso anche tra la curva 1 e la curva 2. È stabilito un solo detection point.
Durante il GP di Silverstone la McLaren aveva segnalato alla FIA la sospensione anteriore della Lotus E21 come non regolare. Il regolamento vieta che ci siano più di tre punti di attacco al portamozzo infulcrati nello stesso punto. Sulla E21, il braccio dello sterzo si ancora al portamozzo dove si infulcrano anche il puntone della sospensione push rod e il triangolo inferiore. La FIA ha concesso alla scuderia britannica la possibilità di utilizzare questa soluzione fino al GP di Spa di fine agosto.

### Aspetti sportivi
Il pilota tedesco Nicolas Hülkenberg si svincola dalla sua scuderia, la Sauber che, dati i problemi finanziari, non gli versa lo stipendio da maggio. Il pilota tedesco però non ha abbandonato il volante del team elvetico.
Il 15 luglio viene annunciato il sostegno alla scuderia elvetica da parte dell'Investment Cooperation International Fund, fondo di Stato della Federazione Russa, e del National Institute of Aviation Technologies, che lo scopo di favorire e sviluppare la Formula 1 sul prossimo tracciato in realizzazione a Soči.
Il 27 luglio la FIA e la Formula One Group annunciano la firma sul rinnovo del Patto della Concordia, accordo che regola tutti gli aspetti del Campionato mondiale di Formula 1. L'accordo entrerà in vigore dopo che i rispettivi organismi decisionali delle due strutture daranno il loro beneplacito.
Allan McNish è nominato commissario aggiunto nel collegio degli steward nominati dalla FIA per la gara. L'ex pilota di Formula 1 aveva già svolto tale funzione in passato, l'ultima nel Gran Premio di Singapore 2012. Rodolfo González prende il posto di Max Chilton alla Marussia nella prima sessione di prove del venerdì. La Federazione decide di penalizzare con dieci posizioni in meno sulla griglia di partenza il pilota al quale, durante un pit stop, non venissero montate correttamente le ruote. L'annuncio è avvenuto in seguito all'incidente occorso a Mark Webber durante il Gran Premio di Germania quando uno pneumatico staccatosi dalla sua monoposto colpì un cameraman.
Fernando Alonso affronta il weekend di gara esponendo il lutto al braccio in onore delle vittime dell'incidente ferroviario di Santiago di Compostela.

## Prove

### Resoconto
Sebastian Vettel è risultato il più rapido nelle prime prove libere del venerdì. Il pilota tedesco ha preceduto per meno di tre decimi il suo compagno di scuderia Mark Webber. Il tre volte campione del mondo è stato anche penalizzato da un problema all'impianto frenante che lo ha costretto a restare ai box nella prima fese della sessione. Ben nove piloti hanno chiuso nel tempo di un secondo. Il terzo tempo è fatto segnare da Kimi Räikkönen, mentre quarto è Fernando Alonso. Felipe Massa ha chiuso nelle retrovie, essendo concentrato in test aerodinamici con carico di benzina.
Vettel ha confermato il suo primato anche nella seconda sessione. Il pilota della Red Bull ha sopravanzato per meno di un decimo il suo compagno di scuderia Mark Webber. Al terzo posto si è classificato Romain Grosjean. Oltre la Red Bull anche la Ferrari ha effettuato dei long run per simulare le prestazioni delle gomme sulla lunga distanza, vista anche l'alta temperatura riscontrata sulla pista.
La sessione del sabato ha visto primo Grosjean su Lotus; il francese ha preceduto Fernando Alonso e Sergio Pérez. Pérez ha ottenuto nei primi minuti il tempo, poi è stato protagonista di un'uscita di pista, con danneggiamento della vettura. Anche l'altro messicano Esteban Gutiérrez ha accusato dei problemi al motore della sua Sauber C32, e non ha fatto segnare giri validi. Ben dodici piloti sono rinchiusi nello spazio di un secondo di tempo dal primo.

### Risultati
Nella prima sessione del venerdì si è avuta questa situazione:
| Pos | Nº | Pilota           | Costruttore             | Tempo    | Gap    | Giri |
| --- | -- | ---------------- | ----------------------- | -------- | ------ | ---- |
| 1   | 1  | Sebastian Vettel | Red Bull Racing-Renault | 1'22"723 |        | 19   |
| 2   | 2  | Mark Webber      | Red Bull Racing-Renault | 1'22"982 | +0"259 | 24   |
| 3   | 7  | Kimi Räikkönen   | Lotus-Renault           | 1'23"010 | +0"287 | 20   |

Nella seconda sessione del venerdì si è avuta questa situazione:
| Pos | Nº | Pilota           | Costruttore             | Tempo    | Gap    | Giri |
| --- | -- | ---------------- | ----------------------- | -------- | ------ | ---- |
| 1   | 1  | Sebastian Vettel | Red Bull Racing-Renault | 1'21"264 |        | 34   |
| 2   | 2  | Mark Webber      | Red Bull Racing-Renault | 1'21"308 | +0"044 | 42   |
| 3   | 8  | Romain Grosjean  | Lotus-Renault           | 1'21"417 | +0"153 | 40   |

Nella sessione del sabato mattina si è avuta questa situazione:
| Pos | Nº | Pilota          | Costruttore      | Tempo    | Gap    | Giri |
| --- | -- | --------------- | ---------------- | -------- | ------ | ---- |
| 1   | 8  | Romain Grosjean | Lotus-Renault    | 1'20"730 |        | 20   |
| 2   | 3  | Fernando Alonso | Ferrari          | 1'20"898 | +0"168 | 13   |
| 3   | 6  | Sergio Pérez    | McLaren-Mercedes | 1'21"052 | +0"322 | 10   |

## Qualifiche

### Resoconto
In Q1 le Mercedes con un solo tentativo con gomme morbide ottiene i primi due posti della graduatoria. Terzo è Romain Grosjean. In questa fase sono esclusi Esteban Gutiérrez, Paul di Resta, i due piloti della Caterham e i due della Marussia.
Anche nella seconda fase le due vetture tedesche confermano la loro competitività accaparrandosi le prime due posizioni. Mark Webber riesce a entrare nella fase decisiva pur con il KERS non funzionante. La fase è molto serrata e solo negli ultimi istanti si determinano i dieci che passano alla Q3. Vengono esclusi Jenson Button, le due Williams, Adrian Sutil, Nicolas Hülkenberg e Jean-Éric Vergne.
In Q3 Lewis Hamilton conquista la pole position all'ultimo tentativo, prevalendo su Sebastian Vettel per soli 38 millesimi; per il britannico è la trentesima partenza al palo nel mondiale. La seconda fila è conquistata da Romain Grosjean e Nico Rosberg. In questa fase Webber non ha effettuato giri cronometrati per il problema al KERS riscontrato in Q2.
Al termine delle prove la Lotus E21 di Romain Grosjean viene trovata inizialmente non conforme al regolamento. Il fondo piatto nella parte anteriore risulta più flessibile del dovuto di 5 millimetri. Il problema è sorto per la rottura dello splitter in quella parte della vettura, dovuta al passaggio di un cordolo della monoposto. Considerando accidentale tale rottura e perciò non voluta la maggiore flessibilità del muso della vettura, la FIA decide di riammettere in seconda fila Grosjean.

### Risultati
Nella sessione di qualifica si è avuta questa situazione:
| Pos                         | Nº | Pilota              | Costruttore             | Q1       | Q2       | Q3          | Griglia |
| --------------------------- | -- | ------------------- | ----------------------- | -------- | -------- | ----------- | ------- |
| 1                           | 10 | Lewis Hamilton      | Mercedes                | 1'20"363 | 1'19"862 | 1'19"388    | 1       |
| 2                           | 1  | Sebastian Vettel    | Red Bull Racing-Renault | 1'20"646 | 1'19"992 | 1'19"426    | 2       |
| 3                           | 8  | Romain Grosjean     | Lotus-Renault           | 1'20"447 | 1'20"101 | 1'19"595    | 3       |
| 4                           | 9  | Nico Rosberg        | Mercedes                | 1'20"350 | 1'19"778 | 1'19"720    | 4       |
| 5                           | 3  | Fernando Alonso     | Ferrari                 | 1'20"652 | 1'20"183 | 1'19"791    | 5       |
| 6                           | 7  | Kimi Räikkönen      | Lotus-Renault           | 1'20"867 | 1'20"243 | 1'19"851    | 6       |
| 7                           | 4  | Felipe Massa        | Ferrari                 | 1'21"004 | 1'20"460 | 1'19"929    | 7       |
| 8                           | 19 | Daniel Ricciardo    | STR-Ferrari             | 1'21"181 | 1'20"527 | 1'20"641    | 8       |
| 9                           | 6  | Sergio Pérez        | McLaren-Mercedes        | 1'21"612 | 1'20"545 | 1'22"398    | 9       |
| 10                          | 2  | Mark Webber         | Red Bull Racing-Renault | 1'21"264 | 1'20"503 | senza tempo | 10      |
| 11                          | 15 | Adrian Sutil        | Force India-Mercedes    | 1'21"471 | 1'20"569 | N.D.        | 11      |
| 12                          | 11 | Nicolas Hülkenberg  | Sauber-Ferrari          | 1'21"028 | 1'20"580 | N.D.        | 12      |
| 13                          | 5  | Jenson Button       | McLaren-Mercedes        | 1'21"131 | 1'20"777 | N.D.        | 13      |
| 14                          | 18 | Jean-Éric Vergne    | STR-Ferrari             | 1'21"345 | 1'21"029 | N.D.        | 14      |
| 15                          | 16 | Pastor Maldonado    | Williams-Renault        | 1'20"816 | 1'21"133 | N.D.        | 15      |
| 16                          | 17 | Valtteri Bottas     | Williams-Renault        | 1'21"135 | 1'21"219 | N.D.        | 16      |
| 17                          | 12 | Esteban Gutiérrez   | Sauber-Ferrari          | 1'21"724 | N.D.     | N.D.        | 17      |
| 18                          | 14 | Paul di Resta       | Force India-Mercedes    | 1'22"043 | N.D.     | N.D.        | 18      |
| 19                          | 20 | Charles Pic         | Caterham-Renault        | 1'23"007 | N.D.     | N.D.        | 19      |
| 20                          | 21 | Giedo van der Garde | Caterham-Renault        | 1'23"333 | N.D.     | N.D.        | 20      |
| 21                          | 22 | Jules Bianchi       | Marussia-Cosworth       | 1'23"787 | N.D.     | N.D.        | 21      |
| 22                          | 23 | Max Chilton         | Marussia-Cosworth       | 1'23"997 | N.D.     | N.D.        | 22      |
| Tempo limite 107%: 1'25"974 |    |                     |                         |          |          |             |         |

Con i tempi in grassetto sono visualizzate le migliori prestazioni in Q1, Q2 e Q3.

## Gara

### Resoconto
In partenza Lewis Hamilton mantiene il comando, seguito da Sebastian Vettel, che battaglia con Romain Grosjean. Fernando Alonso passa subito quarto mentre, più dietro, Felipe Massa ha un contatto con Nico Rosberg. Il tedesco esce di pista, e rientra solo dodicesimo. Quinto è così Massa, seguito da Kimi Räikkönen, Mark Webber, Jenson Button e Daniel Ricciardo. I primi tre allungano subito nei confronti di Alonso. Hamilton si ferma per il primo cambio gomme al nono giro, rientrando ottavo dietro all’ex-compagno Button. Un giro più tardi passa la McLaren sul rettilineo principale, sorpasso che si rivelerà cruciale per lo sviluppo della gara.
Tra il nono e il quattordicesimo giro vanno infatti al cambio gomme tutti i migliori, partiti con gomme soft. In testa si ritrova così Mark Webber che monta gomme medie e ha una diversa strategia. La classifica vede, dietro all'australiano, Lewis Hamilton, seguito da Jenson Button (anche lui non ha cambiato), poi Vettel, Grosjean, Alonso e Pérez. Vettel tenta il sorpasso su Button ma senza riuscirvi. Il tedesco danneggia anche l'ala, e viene avvicinato da Grosjean e Alonso. Al diciannovesimo giro Raikkonen supera Massa e sale all’ottavo posto.
Al ventitreesimo giro Webber va al suo primo cambio gomme: Hamilton torna leader della corsa e allunga fino ad avere tredici secondi di vantaggio. Solo al giro 24 infatti, Sebastian Vettel riesce a passare Button, in difficoltà con gli pneumatici, tanto che nello stesso giro l'inglese della McLaren è passato anche da Romain Grosjean e da Fernando Alonso. Due giri dopo Grosjean, che si è toccato con l’inglese in fase di sorpasso, è costretto a un nuovo cambio gomme. Scende in settima posizione. Il francese guadagna presto una posizione su Massa, con un sorpasso all’esterno alla curva 4, in cui però mette tutte le ruote fuori dai limiti della pista. Al giro 32 Lewis Hamilton effettua il secondo cambio gomme. Passa a condurre Vettel. L'inglese della Mercedes AMG F1, si ritrova nel traffico di Alonso e Webber ma sorpassa subito l’australiano nel corso del 34º giro, al termine del quale torna leader con il cambio gomme di Vettel e dello spagnolo della Ferrari.
Al 38º giro Romain Grosjean è costretto a un drive through per la manovra precedente su Massa e rientra sesto, alle spalle di Alonso. Ora la classifica vede primo Hamilton, seguito da Mark Webber, Kimi Räikkönen, Sebastian Vettel e Fernando Alonso. Tra il giro 43 e il 44 vanno al secondo pit stop anche Webber e Räikkönen. L'australiano rientra in gara terzo, ma, dovendo ancora obbligatoriamente fermarsi a montare le soft. Il finlandese, che si trova ora sesto, dietro a Alonso e Grosjean, può invece puntare ad andare fino in fondo.
Al 47º giro il francese della Lotus, anticipa il pitstop per sopravanzare l’asturiano, ma patisce una volta ancora il traffico di Button, e resta dietro alla Ferrari che si ferma il giro successivo. Ultimo stop anche per il leader Hamilton al giro 51; rientra alle spalle di Webber ma lo passa di nuovo, con una manovra estremamente decisa alla curva 3.
Quando, al giro 55, anche Vettel effettua il suo ultimo cambio gomme, Lewis Hamilton riprende il comando della gara. Vettel è quarto, dietro a Webber e Räikkönen, ma davanti ad Alonso.
Webber, a dieci giri dalla bandiera a scacchi, effettua il suo cambio degli pneumatici, e scende in quarta posizione, dietro a Kimi Räikkönen e a Sebastian Vettel. Il tedesco prova in tutti i modi a passare il finlandese, che però resiste con le gomme alla frutta. Fino all'arrivo, nelle prime posizioni, non ci sono altri cambiamenti. Lewis Hamilton conquista la sua ventiduesima affermazione nel mondiale, la prima con la Mercedes.

### Risultati
I risultati del Gran Premio sono i seguenti:
| Pos | Nº | Pilota              | Costruttore             | Giri | Tempo/Ritiro       | Griglia | Punti |
| --- | -- | ------------------- | ----------------------- | ---- | ------------------ | ------- | ----- |
| 1   | 10 | Lewis Hamilton      | Mercedes                | 70   | 1h42'29"445        | 1       | 25    |
| 2   | 7  | Kimi Räikkönen      | Lotus-Renault           | 70   | +10"938            | 6       | 18    |
| 3   | 1  | Sebastian Vettel    | Red Bull Racing-Renault | 70   | +12"459            | 2       | 15    |
| 4   | 2  | Mark Webber         | Red Bull Racing-Renault | 70   | +18"044            | 10      | 12    |
| 5   | 3  | Fernando Alonso     | Ferrari                 | 70   | +31"411            | 5       | 10    |
| 6   | 8  | Romain Grosjean     | Lotus-Renault           | 70   | +52"295            | 3       | 8     |
| 7   | 5  | Jenson Button       | McLaren-Mercedes        | 70   | +53"819            | 13      | 6     |
| 8   | 4  | Felipe Massa        | Ferrari                 | 70   | +56"447            | 7       | 4     |
| 9   | 6  | Sergio Pérez        | McLaren-Mercedes        | 69   | +1 giro            | 9       | 2     |
| 10  | 16 | Pastor Maldonado    | Williams-Renault        | 69   | +1 giro            | 15      | 1     |
| 11  | 11 | Nicolas Hülkenberg  | Sauber-Ferrari          | 69   | +1 giro            | 12      |       |
| 12  | 18 | Jean-Éric Vergne    | STR-Ferrari             | 69   | +1 giro            | 14      |       |
| 13  | 19 | Daniel Ricciardo    | STR-Ferrari             | 69   | +1 giro            | 8       |       |
| 14  | 21 | Giedo van der Garde | Caterham-Renault        | 68   | +2 giri            | 20      |       |
| 15  | 20 | Charles Pic         | Caterham-Renault        | 68   | +2 giri            | 19      |       |
| 16  | 22 | Jules Bianchi       | Marussia-Cosworth       | 67   | +3 giri            | 21      |       |
| 17  | 23 | Max Chilton         | Marussia-Cosworth       | 67   | +3 giri            | 22      |       |
| 18  | 14 | Paul di Resta       | Force India-Mercedes    | 66   | Problema idraulico | 18      |       |
| 19  | 9  | Nico Rosberg        | Mercedes                | 64   | Motore             | 4       |       |
| Rit | 17 | Valtteri Bottas     | Williams-Renault        | 42   | Problema idraulico | 16      |       |
| Rit | 12 | Esteban Gutiérrez   | Sauber-Ferrari          | 28   | Cambio             | 17      |       |
| Rit | 15 | Adrian Sutil        | Force India-Mercedes    | 19   | Problema idraulico | 11      |       |

## Classifiche mondiali

### Piloti
| Pos | Pilota             | Punti |
| --- | ------------------ | ----- |
| 1   | Sebastian Vettel   | 172   |
| 2   | Kimi Räikkönen     | 134   |
| 3   | Fernando Alonso    | 133   |
| 4   | Lewis Hamilton     | 124   |
| 5   | Mark Webber        | 105   |
| 6   | Nico Rosberg       | 84    |
| 7   | Felipe Massa       | 61    |
| 8   | Romain Grosjean    | 49    |
| 9   | Jenson Button      | 39    |
| 10  | Paul di Resta      | 36    |
| 11  | Adrian Sutil       | 23    |
| 12  | Sergio Pérez       | 18    |
| 13  | Jean-Éric Vergne   | 13    |
| 14  | Daniel Ricciardo   | 11    |
| 15  | Nicolas Hülkenberg | 7     |
| 16  | Pastor Maldonado   | 1     |

### Costruttori
| Pos | Team                    | Punti |
| --- | ----------------------- | ----- |
| 1   | Red Bull Racing-Renault | 277   |
| 2   | Mercedes                | 208   |
| 3   | Ferrari                 | 194   |
| 4   | Lotus-Renault           | 183   |
| 5   | Force India-Mercedes    | 59    |
| 6   | McLaren-Mercedes        | 57    |
| 7   | STR-Ferrari             | 24    |
| 8   | Sauber-Ferrari          | 7     |
| 9   | Williams-Renault        | 1     |

## Decisioni della FIA
Al termine della gara Romain Grosjean è stato penalizzato di venti secondi sul tempo totale per il contatto con Jenson Button. Tale penalizzazione, però, non ha influito sul suo posizionamento in classifica.
La Scuderia Ferrari è stata multata di 15.000 € perché Fernando Alonso ha utilizzato in gara un DRS al quale la scuderia non aveva modificato il funzionamento, lasciando quindi al pilota la possibilità di attivare liberamente il sistema, come avviene in qualifica. Lo spagnolo, che ha utilizzato per tre volte il meccanismo quando non consentito, ovvero quando la distanza con il pilota che lo precedeva non era inferiore al secondo, non è stato penalizzato nel tempo di gara visto il ridotto guadagno di tempo ottenuto.